# Pealius fici
Pealius fici là một loài côn trùng cánh nửa trong họ Aleyrodidae, phân họ Aleyrodinae.
Pealius fici được Mound miêu tả khoa học đầu tiên năm 1965.